# São Francisco, Minas Gerais
São Francisco  este un oraș în Minas Gerais (MG), Brazilia.